# Emil Blomquist
Emil Malkolm Blomquist, född 17 december 1865 i Söderköping, död 21 juni 1954 i Karlskoga, var en svensk bryggmästare och disponent.

## Uppväxtåren
Blomquist, som var son till trädgårdsmästare Carl Erik Blomquist och Anna Sofia Ringström, föddes i Söderköping i Östergötland. Han studerade vid Söderköpings elementarskola och tog senare anställning som bryggmästare.

## Karriär
Blomquist var bryggmästare i Göteborg 1891–1892, i Åmål 1893–1895, i Vingåker 1895–1896 och i Trelleborg 1896–1897.
Från 1897 till 1926 var han anställd som bryggmästare vid Karlskoga Ångbryggeri och därefter innehavare av detta företag, även kallat Bregårdens bryggeri, till sin död. Han var även huvudman för Karlskoga härads sparbank och ledamot av municipal- och kyrkofullmäktige. Blomquist etablerade ett mindre rederi som skötte ångfartygsförbindelsen på sjön Möckeln 1900. Med ångbåten Carl IX kunde bland annat dryckesvaror fraktas från det bryggeri han skötte.
Blomquist var bosatt vid Näset i Karlskoga, där han också idkade bryggerinäring. Detta område har sedan  sedan andra hälften av 1900-talet fungerat som ett frilufts- och rekreationsområde.
Blomquist och hans familj skänkte en dopfunt till Karlskoga kyrka 1947.